# Lago Okanagan
O Lago Okanagan é um lago de glaciar bastante profundo e localizado no Vale Okanagan no sul da província da Colúmbia Britânica, no Canadá.

## Descrição
O lago é geralmente orientado no sentido norte-sul e alargado em sua extremidade sul pelo Rio Okanagan que flui em direção à fronteira com o Estados Unidos, fazendo parte dos Afluentes do Rio Columbia.
A área do lago Okanagan é 351 km2, o seu comprimento é de 111 km e sua largura máxima de 6,4 km. A altitude a que se encontra fica nos 342 m.
O lago Okanagan foi formado aproximadamente há 10000 anos no fim da última glaciação durante a remoção da camada de gelo que cobria a área. Este é um remanescente de um outro grande lago ali existente no perído inter-glacial, e denominado Lago Penticton.
Este é um lago meromético, o que na prática significa que as águas de superfície raramente se misturam com as águas muito profundas. O lago é alimentado por vários pequenos riachos, sendo o maior deles o denominado Mission Creek.
O lago escoa-se por meio de sua saída para o rio Okanagan, sendo o transito de águas relativamente pequeno se comparado com o volume do lago.
As principais cidades ao redor do lago são: Vernon, ao norte; Penticton ao sul; Kelowna está localizada na costa; e Westbank (o Distrito Municipal de Westside), que está localizado na margem oeste, em frente a Kelowna.